# باسم الشریف
باسم الشریف (عربی: باسم الشريف؛ زادهٔ ۱۶ اکتبر ۱۹۸۴) یک ورزشکار اهل عربستان سعودی است.
از باشگاه‌هایی که در آن بازی کرده‌است می‌توان به باشگاه فوتبال الرائد عربستان سعودی و باشگاه فوتبال التعاون عربستان سعودی اشاره کرد.